# Bong bóng nhà đất
Bong bóng nhà đất (hay bong bóng giá nhà đất) là một trong một số loại bong bóng giá tài sản mà theo thời gian xảy ra trên thị trường. Khái niệm cơ bản của bong bóng nhà đất cũng giống như đối với các bong bóng tài sản khác, bao gồm hai giai đoạn chính. Đầu tiên là giai đoạn giá nhà tăng mạnh, được thúc đẩy ngày càng nhiều bởi đầu cơ. Trong giai đoạn thứ hai, giá nhà giảm đáng kể. Bong bóng nhà đất có xu hướng là một trong những bong bóng tài sản có ảnh hưởng lớn nhất đến nền kinh tế bởi vì chúng được thúc đẩy bởi tín dụng, có một số lượng lớn các hộ gia đình tham gia chứ không chỉ có các nhà đầu tư và vì hiệu ứng của cải từ nhà đất có xu hướng lớn hơn so với các loại tài sản tài chính khác.

## Định nghĩa bong bóng nhà đất
Hầu hết các tài liệu nghiên cứu về bong bóng nhà đất sử dụng định nghĩa giá tài sản tiêu chuẩn. Có nhiều định nghĩa về bong bóng. Hầu hết trong số chúng là các định nghĩa quy phạm, giống như của Stiglitz (1990), cố gắng mô tả bong bóng là các giai đoạn liên quan đến đầu cơ, hoặc cho rằng bong bóng liên quan đến giá cả không thể được chứng minh bằng các nguyên tắc cơ bản. Ví dụ như Palgrave (1926), Flood và Hodrick (1990), Shiller (2015), Smith và Smith (2006) và Cochrane (2010).
Định nghĩa của Stiglitz là: "...trực giác cơ bản rất đơn giản: nếu lý do giá cao hôm nay chỉ vì các nhà đầu tư tin rằng giá bán sẽ cao vào ngày mai khi các yếu tố 'cơ bản' dường như không thể minh chứng cho mức giá đó sau đó một bong bóng tồn tại." (Stiglitz 1990, trang 13)
Lind (2009) lập luận rằng chúng ta cần một định nghĩa mới về bong bóng giá trong thị trường nhà đất, một định nghĩa chống Stiglitz. Quan điểm của ông là các định nghĩa truyền thống như Stiglitz (1990), trong đó bong bóng được đề xuất là phát sinh từ giá không được xác định bởi các nguyên tắc cơ bản là có vấn đề. Điều này chủ yếu là do khái niệm cơ bản về cơ sở dữ liệu rất mơ hồ nhưng cũng bởi vì các loại định nghĩa danh nghĩa này thường không đề cập đến một tập bong bóng như là một tổng thể-với cả tăng và giảm giá. Lind tuyên bố rằng giải pháp là xác định bong bóng bằng cách chỉ tập trung vào sự phát triển cụ thể của giá cả chứ không phải lý do tại sao giá đã phát triển theo một cách nhất định. Định nghĩa chung về bong bóng khi đó chỉ đơn giản là: Bong bóng là khi giá (thực) của một tài sản đầu tiên tăng đáng kể trong khoảng thời gian vài tháng hoặc vài năm và sau đó gần như giảm ngay lập tức. (Lind 2009, trang 80)
Lấy cảm hứng từ Lind (2009), Oust và Hrafnkelsson (2017) đã tạo ra định nghĩa bong bóng nhà đất sau đây: Một bong bóng giá nhà đất lớn có sự gia tăng đáng kể về giá thực, ít nhất 50% trong thời gian 5 năm hoặc 35% trong thời gian ba năm, sau đó là giá giảm ít nhất 35% ngay lập tức. Một bong bóng nhỏ có giá thực tăng mạnh ít nhất 35% trong thời gian 5 năm hoặc 20% trong thời gian ba năm, sau đó là giá giảm ít nhất ngay lập tức ở mức tối thiểu 20%.

## Xác định bong bóng nhà đất

### Bong bóng nhà đất so với giá quá cao trong thị trường nhà đất
Giá quá cao có thể nói là một chỉ số cần thiết nhưng không đủ để bong bóng tồn tại. Giá quá cao được định nghĩa rộng rãi hơn một bong bóng. Một tài sản có thể được định giá quá cao mà không có bong bóng nhưng bạn không thể có bong bóng (tích cực) mà không có giá quá cao. Giá quá cao hoặc dưới mức có thể được định nghĩa đơn giản là độ lệch so với giá cân bằng. DiPasquale và Wheaton (1994) nói rằng: "Giá nhà đất đi chệch khỏi giá trị cơ bản hoặc giá cân bằng là điều bình thường vì thị trường nhà đất thanh toán dần dần thay vì nhanh chóng trong một thời gian ngắn."
Mayer (2011) điều tra bong bóng giá nhà và thấy rằng về cơ bản có ba cách tiếp cận mà các nhà nghiên cứu thực hiện khi điều tra giá nhà khác với trạng thái cân bằng.
Phương pháp thứ nhất dựa trên tài chính trong đó giá nhà bằng với giá thuê trong tương lai được chiết khấu. Điều này tuân theo logic tương tự khi thực hiện định giá cổ phiếu; giá cổ phiếu bằng tổng chiết khấu của tất cả các khoản cổ tức trong tương lai. Ý tưởng là giá trị của vốn chủ sở hữu bằng cổ tức chiết khấu. Tỷ lệ giá thuê và chi phí sử dụng nhà đất là các phương pháp thuộc phương pháp này.
Cách tiếp cận thứ hai là so sánh chi phí xây dựng nhà ở mới so với giá nhà thực tế hiện nay. Phần lớn phương pháp chi phí xây dựng có cơ sở trong lý thuyết đường cung và cầu. Nếu nhu cầu thấp, điều này dẫn đến giá nhà thấp hơn và ít xây dựng nhà mới. Glaeser và Gyourko (2005) chỉ ra rằng thị trường nhà ở được đặc trưng bởi đường cung bị xoắn có tính co giãn cao khi giá bằng hoặc cao hơn chi phí xây dựng. Mặt khác, đường cung rất không co giãn. Nhà đất có thể được xây dựng khá nhanh nhưng vì nhà đất là một hàng hóa lâu bền, nhà đất cũ không biến mất nhanh chóng. Do đó, giá nhà tại các thị trường tăng trưởng nhu cầu chậm hoặc tiêu cực được giới hạn bởi chi phí xây dựng. Tỷ lệ chi phí xây dựng giá và tỷ lệ chi phí xây dựng giá là các phương pháp được áp dụng theo phương pháp này.
Cách tiếp cận cuối cùng của Mayer (2011) là sử dụng kết hợp khả năng chi trả giá nhà để rút ra mô hình cân bằng. Giá nhà thường được so sánh với thu nhập (thu nhập được sử dụng làm biến proxy cho khả năng chi trả). Nếu giá nhà quá cao, các hộ gia đình không thể mua cùng một mức dịch vụ nhà ở (khả năng chi trả). Đối xứng, khi giá nhà thấp, các hộ gia đình có thể chi trả một mức độ cao hơn cho các dịch vụ nhà ở. Tỷ lệ thu nhập giá, tỷ lệ tiền lương, tỷ lệ thu nhập hộ gia đình là những ví dụ của phương pháp này. Ngoài ra còn tồn tại một tập hợp các biện pháp và chỉ số khả năng chi trả khác nhau, xem xét sự phát triển của các khoản thanh toán lãi cho thu nhập hoặc chi phí của thế chấp cho thu nhập. Ngoài việc sử dụng trạng thái cân bằng giá nhà dựa trên các biện pháp kinh tế, cũng có thể sử dụng các kỹ thuật thống kê để xác định xu hướng giá dài hạn, ví dụ như bộ lọc HP.

### Danh sách kiểm tra bong bóng củaShiller(2010)
1. Sự tăng mạnh giá của một tài sản như bất động sản hoặc cổ phiếu
2. Sự phấn khích lớn của công chúng về sự gia tăng nói trên
3. Một phương tiện truyền thông điên cuồng đi kèm
4. Câu chuyện về những người kiếm được nhiều tiền, gây ra sự đố kị giữa những người không có
5. Sự quan tâm ngày càng tăng đối với nhóm tài sản trong công chúng
6. Các lý thuyết "Thời đại mới" để biện minh cho việc tăng giá chưa từng có
7. Sự giảm các tiêu chuẩn cho vay[14]

### Các nhóm chỉ số bong bóng nhà đất Lindftime (2009)
1. Trả lãi liên quan đến thu nhập cho người mua nhà
- Các khoản thanh toán lãi danh nghĩa liên quan đến thu nhập đã tăng lên.
- Thanh toán lãi suất danh nghĩa liên quan đến thu nhập sẽ tăng lên nếu mức lãi suất lịch sử được áp dụng.
- Các khoản thanh toán lãi thực tế liên quan đến thu nhập đã tăng lên.
- Các khoản thanh toán lãi thực tế liên quan đến thu nhập sẽ tăng lên nếu mức lãi suất lịch sử được áp dụng.
2. Cung cấp nhà ở
- Việc tăng nguồn cung càng dễ dàng thì càng có nhiều khả năng giá tăng là một phần của bong bóng.
3. Kỳ vọng của người mua về giá cả
- Người mua kỳ vọng giá sẽ tiếp tục tăng hoặc ổn định ở mức cao hơn nhiều so với xu hướng lịch sử.
- Người mua tin rằng ngay cả trong trung hạn (ba đến năm năm), đầu tư vào nhà ở gần như không có rủi ro.
4. Rủi ro và sự thiếu kiên nhẫn người mua
- Mọi người đang tham gia sở hữu ở độ tuổi còn trẻ hoặc ở mức chất lượng cao hơn.
- Người mua có xu hướng lựa chọn các lựa chọn tài chính rủi ro hơn trước.
- Người mua được khấu hao ít hơn trước.
5. Hành vi ngân hàng
- Các ngân hàng đang tăng hoặc ít nhất là không giảm cho vay theo tỷ lệ giá trị cho người mua trên thị trường nhà đất khi giá tăng. 
- Các ngân hàng trở nên tự do hơn khi đánh giá sự xứng đáng tín dụng của các hộ gia đình.
6. Hành vi đầu cơ
- Phần lớn người mua nhà hơn mức bình thường đang có kế hoạch bán lại khá nhanh.

### Các chỉ số bong bóng nhà đất khác
Giá nhà so với tỷ lệ trống. Một số lượng lớn các vị trí tuyển dụng sẽ có áp lực giảm giá, vì trong trường hợp này; cung vượt quá cầu (Geltner, Miller, Clayton, & Eichholtz, 2007). Hoặc ngược lại: tỷ lệ lấp đầy.
Giá nhà đất thực so với nhân khẩu học. Nếu có một dòng người thuê ròng, chi phí nhà ở có thể được dự kiến sẽ tăng (Englund, 2011).
Giá nhà ở so với GDP có thể được sử dụng nếu dữ liệu về thu nhập không có sẵn, vì những thay đổi trong GDP và thu nhập có thể được dự kiến sẽ tương quan (Claussen, Jonsson, & Lagerwall, 2011).
Tỷ lệ cho vay trên giá trị (LTV) là một chỉ báo tốt cho rủi ro liên quan đến người cho vay cũng như cho người vay. Tỷ lệ này càng cao thì rủi ro càng cao (Kokko, 1999).
Tỷ lệ dịch vụ nợ hoặc tỷ lệ bảo hiểm nợ (DSCR), tức là tỷ lệ tiền có sẵn để thanh toán lãi và gốc. Đây được coi là một chỉ số tốt cho mức độ rủi ro liên quan (Joshi, 2006).
Tỷ lệ giữa cho vay và thu nhập khả dụng không nên thay đổi theo thời gian. Sự gia tăng trên mức trung bình dài hạn cho thấy thị trường có thể được định giá quá cao (Finocchinaro, Nilsson, Nyberg, & Soultanaeva, 2011).
Giá nhà so với lãi suất. Nếu lãi suất tăng sẽ đắt hơn khi sở hữu một mảnh bất động sản và để bù đắp cho chi phí người dùng cao hơn, có thể dự đoán rằng giá sẽ giảm. (Englund, 2011).
Tăng trưởng giá nhà cao và tăng. Oust và Hrafnkelsson (2017)

## Bong bóng nhà đất lịch sử

### Bong bóng nhà đất lớn ở các nước OECD 1970-2015
|                |         |            |            |          | Giá thay đổi trước / sau đỉnh | Giá thay đổi trước/sau đỉnh | Giá thay đổi trước/sau đỉnh | Giá thay đổi trước/sau đỉnh | Giá thay đổi trước/sau đỉnh |
| Quốc gia       | Giá bán | Đỉnh / lõm | Thời lượng | Tổng hợp | Tổng thể 5 năm                | Trung bình 5 năm            | Tổng thể 3 năm              | Trung bình 5 năm            | 1 năm                       |
| -------------- | ------- | ---------- | ---------- | -------- | ----------------------------- | --------------------------- | --------------------------- | --------------------------- | --------------------------- |
| Phần Lan       | Tăng    | 1989-Q2    | 15         | 68.3 %   | 63.3 %                        | 12.7 %                      | 65.8 %                      | 21.9 %                      | 24.1 %                      |
| Phần Lan       | Sụp đổ  | 1995-Q4    | 26         | -50.5 %  | -46.0 %                       | -9.2 %                      | 41.0 %                      | -13.7 %                     | -11.9 %                     |
| Ireland        | Tăng    | 2007-Q1    | 56         | 235.6 %  | 52.9 %                        | 10.6 %                      | 30.5 %                      | 10.2 %                      | 10.1 %                      |
| Ireland        | Sụp đổ  | 2013-Q1    | 24         | -53.6 %  | -51.6 %                       | -10.3 %                     | -31.8 %                     | -10.6 %                     | -7.1 %                      |
| Hà Lan         | Tăng    | 1978-Q2    | 33         | 138.9 %  | 94.4 %                        | 18.9 %                      | 69.0 %                      | 23.0 %                      | 6.5 %                       |
| Hà Lan         | Sụp đổ  | 1985-Q3    | 29         | -52.6 %  | -47.9 %                       | -9.6 %                      | -35.5 %                     | -11.8 %                     | -11.8 %                     |
| New Zealand    | Tăng    | 1974-Q3    | 18         | 66.2 %   | *66.2 %                       | 14.7 %                      | 64.4 %                      | 21.5 %                      | 29.9 %                      |
| New Zealand    | Sụp đổ  | 1980-Q4    | 25         | -39.4 %  | -34.7 %                       | -6.9 %                      | -22.7 %                     | -7.6 %                      | -9.2 %                      |
| Na Uy          | Tăng    | 1987-Q1    | 8          | 44.0 %   | 37.8 %                        | 7.6 %                       | 39.8 %                      | 13.3 %                      | 25.0 %                      |
| Na Uy          | Sụp đổ  | 1993-Q1    | 24         | -45.5 %  | -41.2 %                       | -8.2 %                      | -28.6 %                     | -9.5 %                      | -2.3 %                      |
| Nam Phi        | Tăng    | 1984-Q1    | 21         | 55.1 %   | 54.9 %                        | 11.0 %                      | 25.5 %                      | 8.5 %                       | 9.2 %                       |
| Nam Phi        | Sụp đổ  | 1987-Q1    | 12         | -44.1 %  | -42.8 %                       | -8.6 %                      | -44.1 %                     | -14.7 %                     | -18.1 %                     |
| Tây Ban Nha    | Tăng    | 2007-Q2    | 41         | 138.8 %  | 69.2 %                        | 13.8 %                      | 30.1 %                      | 10.0 %                      | 9.0 %                       |
| Tây Ban Nha    | Sụp đổ  | 2014-Q1    | 27         | -45.5 %  | -36.0 %                       | -7.2 %                      | -14.1 %                     | -4.7 %                      | -4.5 %                      |
| Vương quốc Anh | Tăng    | 1973-Q3    | 14         | 67.4 %   | *67.4 %                       | 19.3 %                      | 66.2 %                      | 22.1 %                      | 23.5 %                      |
| Vương quốc Anh | Sụp đổ  | 1977-Q3    | 16         | -35.6 %  | -29.3 %                       | -5.9 %                      | -28.9 %                     | -9.6 %                      | -11.2 %                     |
| Hoa Kỳ         | Tăng    | 2006-Q1    | 38         | 92.9 %   | 54.1 %                        | 10.8 %                      | 35.4 %                      | 11.8 %                      | 7.8 %                       |
| Hoa Kỳ         | Sụp đổ  | 2011-Q4    | 23         | -39.6 %  | -37.1 %                       | -7.4 %                      | -33.0 %                     | -11.0 %                     | -4.3 %                      |

Bảng trên được lấy từ Oust và Hrafnkelsson (2017) và đã được xây dựng bằng định nghĩa bong bóng của họ. Bộ dữ liệu bao gồm giá thực tế hàng quý của 20 quốc gia OECD từ năm 1970-2015. Thời lượng là số lượng quý kể từ bước ngoặt cuối cùng (hoặc từ khi bắt đầu chuỗi dữ liệu). Thay đổi giá tổng hợp là thay đổi giá tổng hợp trong giai đoạn. * Sự thay đổi giá tổng hợp là từ đầu giai đoạn đến đỉnh.

### Bong bóng nhà đất nhỏ ở các nước OECD 1970-2015
|                |         |            |            |          | Giá thay đổi trước / sau đỉnh | Giá thay đổi trước/sau đỉnh | Giá thay đổi trước/sau đỉnh | Giá thay đổi trước/sau đỉnh | Giá thay đổi trước/sau đỉnh |
| Quốc gia       | Giá bán | Đỉnh / lõm | Thời lượng | Tổng hợp | Tổng thể 5 năm                | Trung bình 5 năm            | Tổng thể 3 năm              | Trung bình 5 năm            | 1 năm                       |
| -------------- | ------- | ---------- | ---------- | -------- | ----------------------------- | --------------------------- | --------------------------- | --------------------------- | --------------------------- |
| Bỉ             | Tăng    | 1979-Q3    | 31         | 59.6 %   | 33.4 %                        | 6.7 %                       | 21.2 %                      | 7.1 %                       | 3.9 %                       |
| Bỉ             | Giảm    | 1985-Q2    | 23         | -40.4 %  | -36.8 %                       | -7.4 %                      | -26.5 %                     | -8.8 %                      | -7.1 %                      |
| Đan Mạch       | Tăng    | 1986-Q2    | 14         | 55.8 %   | 29.9 %                        | 6.0 %                       | 31.5 %                      | 10.5 %                      | 14.0 %                      |
| Đan Mạch       | Giảm    | 1993-Q2    | 28         | -36.5 %  | -29.4 %                       | -5.9 %                      | -19.2 %                     | -6.4 %                      | -12.5 %                     |
| Đan Mạch       | Tăng    | 2006-Q3    | 53         | 180.1 %  | 63.9 %                        | 12.8 %                      | 60.0 %                      | 20.0 %                      | 21.1 %                      |
| Đan Mạch       | Giảm    | 2012-Q4    | 25         | -28.5 %  | -25.0 %                       | -5.0 %                      | -21.1 %                     | -7.0 %                      | -0.7 %                      |
| Phần Lan       | Tăng    | 1974-Q2    | 10         | 28.8 %   | *27.9 %                       | 6.6 %                       | 28.5 %                      | 9.5 %                       | 6.8 %                       |
| Phần Lan       | Giảm    | 1979-Q3    | 21         | -34.0 %  | -33.8 %                       | -6.8 %                      | -26.6 %                     | -8.9 %                      | -13.5 %                     |
| Ireland        | Tăng    | 1980-Q4    | 43         | 44.3 %   | 44.3 %                        | 8.9 %                       | 29.2 %                      | 9.7 %                       | 5.8 %                       |
| Ireland        | Giảm    | 1987-Q2    | 26         | -35.3 %  | -29.0 %                       | -5.8 %                      | -25.7 %                     | -8.6 %                      | -7.0 %                      |
| Ý              | Tăng    | 1981-Q2    | 13         | 40.6 %   | 26.8 %                        | 5.4 %                       | 36.5 %                      | 12.2 %                      | 19.2 %                      |
| Ý              | Giảm    | 1986-Q4    | 22         | -27.8 %  | -27.6 %                       | -5.5 %                      | -18.5 %                     | -6.2 %                      | -4.8 %                      |
| Nhật Bản       | Tăng    | 1973-Q4    | 15         | 60.9 %   | *60.9 %                       | 16.2 %                      | 47.5 %                      | 15.8 %                      | 17.0 %                      |
| Nhật Bản       | Giảm    | 1977-Q3    | 15         | -34.2 %  | -32.3 %                       | -6.5 %                      | -31.5 %                     | -10.5 %                     | -17.6 %                     |
| Nhật Bản       | Tăng    | 1990-Q4    | 53         | 79.6 %   | 37.6 %                        | 7.5 %                       | 22.9 %                      | 7.6 %                       | 9.7 %                       |
| Nhật Bản       | Giảm    | 2009-Q2    | 74         | -49.5 %  | -17.3 %                       | -3.5 %                      | -14.3 %                     | -4.8 %                      | -3.3 %                      |
| Hàn Quốc       | Tăng    | 1979-Q2    | 37         | 88.5 %   | 88.5 %                        | 17.7 %                      | 72.3 %                      | 24.1 %                      | 5.4 %                       |
| Hàn Quốc       | Giảm    | 1982-Q2    | 12         | -33.6 %  | -15.2 %                       | -3.0 %                      | -33.6 %                     | -11.2 %                     | -14.8 %                     |
| Hàn Quốc       | Tăng    | 1991-Q1    | 14         | 34.3 %   | 27.0 %                        | 5.4 %                       | 25.7 %                      | 8.6 %                       | 8.1 %                       |
| Hàn Quốc       | Giảm    | 2001-Q1    | 40         | -48.5 %  | -33.0 %                       | -6.6 %                      | -25.8 %                     | -8.6 %                      | -11.6 %                     |
| Tây Ban Nha    | Tăng    | 1978-Q2    | 9          | 29.7 %   | 40.6 %                        | 8.1 %                       | 24.1 %                      | 8.0 %                       | 12.2 %                      |
| Tây Ban Nha    | Giảm    | 1982-Q4    | 18         | -36.7 %  | -30.8 %                       | -6.2 %                      | -25.9 %                     | -8.6 %                      | -10.4 %                     |
| Tây Ban Nha    | Tăng    | 1991-Q4    | 36         | 142.3 %  | 102.4 %                       | 20.5 %                      | 34.2 %                      | 11.4 %                      | 10.9 %                      |
| Tây Ban Nha    | Giảm    | 1997-Q1    | 21         | -21.2 %  | -21.0 %                       | -4.2 %                      | -18.7 %                     | -6.2 %                      | -12.5 %                     |
| Thụy Điển      | Tăng    | 1990-Q1    | 17         | 46.6 %   | 42.5 %                        | 8.5 %                       | 35.9 %                      | 12.0 %                      | 8.8 %                       |
| Thụy Điển      | Giảm    | 1995-Q4    | 23         | -31.9 %  | -30.0 %                       | -6.0 %                      | -28.4 %                     | -9.5 %                      | -1.6 %                      |
| Thụy Sỹ        | Tăng    | 1973-Q1    | 12         | 27.7 %   | *27.7 %                       | 9.2 %                       | 27.7 %                      | 9.2 %                       | 17.7 %                      |
| Thụy Sỹ        | Giảm    | 1976-Q3    | 14         | -28.4 %  | -26.6 %                       | -5.3 %                      | -27.8 %                     | -9.3 %                      | -10.6 %                     |
| Thụy Sỹ        | Tăng    | 1989-Q4    | 53         | 72.1 %   | 38.1 %                        | 7.6 %                       | 28.7 %                      | 9.6 %                       | 4.6 %                       |
| Thụy Sỹ        | Giảm    | 2000-Q1    | 41         | -38.6 %  | -27.6 %                       | -5.5 %                      | -21.6 %                     | -7.2 %                      | -8.0 %                      |
| Vương quốc Anh | Tăng    | 1989-Q3    | 30         | 103.6 %  | 77.8 %                        | 15.6 %                      | 58.1 %                      | 19.4 %                      | 10.6 %                      |
| Vương quốc Anh | Giảm    | 1995-Q4    | 25         | -29.3 %  | -26.6 %                       | -5.3 %                      | -24.7 %                     | -8.2 %                      | -9.4 %                      |

Bảng trên lấy từ Oust và Hrafnkelsson (2017) và đã được xây dựng bằng định nghĩa bong bóng của họ. Bộ dữ liệu bao gồm giá thực tế hàng quý cho 20 quốc gia OECD từ năm 1970-2015. Thời lượng là số lượng quý kể từ bước ngoặt cuối cùng (hoặc từ khi bắt đầu chuỗi dữ liệu). Thay đổi giá gộp là thay đổi giá tổng hợp trong suốt thời gian. * Sự thay đổi giá tổng hợp là từ đầu giai đoạn đến đỉnh.